# Claude Hugot
Pour les articles homonymes, voir Hugot (homonymie).
Claude Hugot est un joueur d'échecs français né le 16 février 1929 et mort le 7 octobre 1978.

## Biographie et carrière
Claude Hugot remporta le Championnat de France d'échecs à vingt ans en 1949. L'année suivante, il participa au tournoi de Beverwijk et finit dernier mais réussit à annuler sa partie contre l'ancien champion du monde Max Euwe.
Il finit sixième (sur seize joueurs) du tournoi de Belgrade 1950.
Hugot fut deuxième du championnat de France en 1950 et 1953 (à égalité de points avec le champion de France).
Il représenta la France lors de l'Olympiade d'échecs de 1950 et marqua 6,5 points sur 13 au troisième échiquier de l'équipe de France.
Il cessa de participer à des tournois d'échecs en 1959.
Il mourut d'un cancer en 1978.